# クリントン・ハート・メリアム

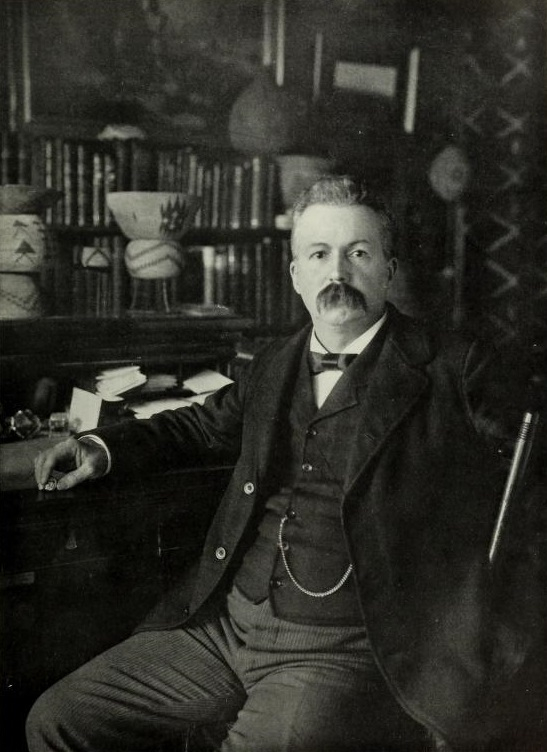
クリントン・ハート・メリアム

クリントン・ハート・メリアム（Clinton Hart Merriam、1855年12月5日 - 1942年3月19日）はアメリカ合衆国の動物学者である。

## 略歴
ニューヨーク市で生まれた。父親のクリントン・レヴィ・メリアム（Clinton Levi Merriam）は実業家、銀行家で、1871年から1875年の間、共和党の国会議員を務めた人物である。父親の友人の生物学者、スペンサー・フラトン・ベアードに紹介され、1872年の夏、ベアードの推薦でフェルディナンド・ヴァンデヴィア・ヘイデン(Ferdinand Vandeveer Hayden)が率いたイエローストーンの調査に参加した。1874年にイェール大学に入学し、生物学と解剖学を学んだ後、コロンビア大学で医学を学び、1879年に卒業した。1879年から1885年の間、ニューヨークで婦人科を専門とする医師として働いた。同時に、哺乳類や鳥類の研究も続け、カナダのニューファンドランド・ラブラドール州の探検航海に参加し、1885年の夏にはヨーロッパの博物館や個人のコレクションを訪れた。
1885年にアメリカ農務省に鳥類学者として雇われ、害獣の情報を集める仕事に付き、1886年から1890年まで、アメリカ農務省の実用鳥類学・哺乳類学部門の最初の部長を務め、1890年から1910年まで農務省の生物研究部門の部長となった。後にこの部門は国立野生生物研究センターや米国魚類野生生物局となった。
1888年にナショナルジオグラフィック協会の設立メンバーの1人となった。1899年の鉄道王、エドワード・ヘンリー・ハリマンの後援で行われた、アラスカ沿岸の科学調査隊の運営に貢献した。
生物地理学、北米の生物の種の分布に関する研究を行い、気温によって動物相の分布を説明することができるとする仮説を立てた。これらの研究結果は1899年から刊行された"North American Fauna"のシリーズなどに発表された。1910年に議会が害獣の駆除を農務省で行うことを求めたことから農務省を退職した。その後は哺乳類の研究や、アメリカの先住民族の語彙の研究などを行った。
1900年から1903年の間、アメリカ鳥学会の会長を務めた。

## 著作
- 1910 : The dawn of the world : myths and weird tales told by the Mewan Indians of California (Arthur H. Clark Co., Cleveland)
- 1896 : Synopsis of the weasels of North America (Washington)
- 1877 : A review of the birds of Connecticut (Tuttle, Morehouse & Taylor, Printers, New Haven)